# Крешевски Каменик
Крешевски Каменик је насељено место у Босни и Херцеговини у општини Крешево. Административно припада Федерацији Босне и Херцеговине, односно њеном Средњобосанском кантону. Према попису становништва из 2013. у насељу је било 187 становника, а већинску популацију чинили су Хрвати.

## Становништво
По последњем службеном попису становништва из 2013. године у овом насељу живело је 187 становника, а село је било етнички хомогено са већинском хрватском популацијом.
| Националност | 2013. | 1991.        | 1981.        | 1971.        |
| Бошњаци      | —     | 0            | 0            | 1 (0,39%)    |
| Хрвати       | —     | 186 (94,42%) | 234 (92,86%) | 255 (99,22%) |
| Срби         | —     | 0            | 1 (0,39%)    | 1 (0,39%)    |
| Југословени  | —     | 6 (3,05%)    | 2 (0,79%)    | 0            |
| остали       | —     | 5 (2,54%)    | 15 (5,95%)   | 0            |
| Укупно       | 187   | 197          | 252          | 257          |